# Адамиди, Гако
Гако Адамиди (алб. Gaqo Adhamidhi; 1859, Корча — 1939), также известный как Адамид Фрашери (алб. Adhamidh Frashëri), — албанский врач и политический деятель начала XX века.

## Биография
Адамиди родился в городе Корча (тогдашняя Османская империя, нынешняя Албания). Как и многие из числа тамошней православной общины, он эмигрировал в молодом возрасте, поселившись в Египте, где изучал медицину и стал врачом. Адамиди стал близким другом врача и политика Михаля Туртули, ещё одного видного представителя албанской общины Египта.
Адамиди в 1892—1914 годах являлся личным врачом Аббаса II Хильми, последнего хедива Египта и Судана из династии Мухаммеда Али. За время своего пребывания в Египте Адамиди безуспешно пытался наладить сотрудничество между проживающей там албанской общиной и албанской общиной Румынии. В 1914 году, после провозглашения Декларации независимости Албании и создания албанского государства, Адамиди вернулся на родину, где занимал пост министра финансов в правительстве Турхана-паши Пермети (с марта по май 1914 года). С началом Первой мировой войны он поселился в Швейцарии, где сотрудничал с Лозаннским университетом. Он много лет прожил в этой стране, став там председателем «Албанского национального совета», политического объединения членов албанской диаспоры в Женеве. Он также представлял Албанию в Лиге Наций.

## В литературe
Албанский поэт и драматург Андон Чако, более известный как Андон Зако Чаюпи, один из видных деятелей Албанского национального возрождения, в качестве прототипа для своего комического персонажа «доктор Адамиди» из комедии «Клуб в Салонниках» (алб. Klubi i Selanikut), по всей вероятности, использовал образ Гако Адамиди. Причиной этого возможно была личная месть из-за неудачного сватовства Зако, в чём он мог винить Адамиди. В комедии доктор Адамиди изображается как гротескный, крайне скупой, невежественный, проосманский псевдо-врач.